# United States Army Air Forces
United States Army Air Forces (USAAF, armádní letectvo Spojených států) byla letecká část americké armády během druhé světové války. Jde o přímého předchůdce U.S. Air Force; USAAF formálně existovala mezi lety 1941 a 1947.

## Historie

Propagandistický plakát z doby války

Ministerstvo války zřídilo Armádní letectvo Spojených států dne 20. června 1941. Velel mu generálmajor Henry „Hap“ Arnold. Na konci roku 1941 armádní letectvo tvořilo 354 161 příslušníků, z toho 24 521 důstojníků a 329 640 vojáků a 12 297 letadel, z nichž bylo 4477 klasifikováno jako bojové. V průběhu následujících tří let se letectvo ještě výrazně zvětšilo. Jeho personální maximum dosáhlo 2 411 294 osob. Nejvýce letouny armádní letectvo disponovalo v červenci 1944. Tehdy jich bylo 79 908 kusů.
V době vzniku armádního letectva patřily mezi jeho nejmodernější typy těžké bombardéry B-17 Flying Fortress, střední bombardéry B-25 Mitchell a B-26 Marauder, nebo stíhací letouny P-38 Lightning, P-39 Airacobra a P-40 Warhawk.
Dne 18. září 1947 bylo armádní letectvo vyčleněno z Armády Spojených států amerických a stalo se samostatnou vojenskou službou, pojmenovanou Letectvo Spojených států amerických.

## Historický vývoj letectva
- Aeronautical Division, U.S. Signal Corps 1. srpna 1907 – 18. července 1914
- Aviation Section, U.S. Signal Corps 18. července 1914 – 20. května 1918
- Division of Military Aeronautics 20. května 1918 – 24. května 1918
- U.S. Army Air Service 24. května 1918 – 2. července 1926
- U.S. Army Air Corps 2. července 1926 – 18. září 1947[Poznámky 1]
- U.S. Army Air Forces 20. června 1941 – 18. září 1947[Poznámky 1]
- United States Air Force od 18. září 1947 dosud